# 黄瑄 (演员)
黄瑄（1985年5月18日—），台灣女演員，出生於台灣台北市，畢業於國立台灣藝術大學戲劇系。

## 演藝生涯
黄瑄原為外景節目主持人以及廣告模特兒，後轉向電視劇演員發展。之後以三立八點檔戲劇《牽手》的「呂安娜」一角諧星形象始獲關注，2016年在民視八點檔戲劇《春花望露》演出反派女性角色「劉麗華」而獲知名度；生子後復出《生生世世》，飾演性格精明能幹的小老婆「彩琴」，亦獲好評。

## 個人生活
2017年3月17日，黄瑄與新加坡籍男友Norman在香港結婚，後於2018年產下一子。

## 主持作品

### 電視節目
| 頻道       | 節目                         |
| 人間衛視   | 《新元氣健康美食》           |
| 中天       | 《旅行快餐車》               |
| 衛視中文台 | 《時尚漫遊趴趴GO》馬來西亞篇 |

### 跨年晚會
| 頻道 | 節目                             |
|      | 《2019全嘉藝起來跨年晚會》       |
|      | 《2022愛在南投星光閃耀跨年晚會》 |

## 電視剧
| 年份   | 頻道             | 劇名                                    | 飾演         |
| 2006年 | 三立台灣台       | 《戏说台湾-人鱼小姐》                   | 方宝珠       |
| 2007年 | 三立台灣台       | 《戲說台灣-怪火村》                     | 吳秀卿       |
| 2008年 | 台视             | 《怀玉传奇 千金妈祖》第二单元：宫中风云 | 巧儿         |
| 2008年 | 三立台灣台       | 《真情满天下》                          | 莎莎         |
| 2009年 | 客家電視台       | 《十里桂花香》                          | 杨美芳       |
| 2009年 | 三立台灣台       | 《天下父母心》                          | 謝記者       |
| 2010年 | 公视             | 《寻鬼记》                              | 女鬼         |
| 2010年 | 大愛電視台       | 《幸福的青鸟》                          | 洪佩勤       |
| 2011年 | 大愛電視台       | 《爱的界线》                            | 陈敏秀       |
| 2011年 | 三立台灣台       | 《戏说台湾-下水泥鳅穴》                 | 刘碧云       |
| 2011年 | 三立台灣台       | 《牵手》                                | 吕安娜(Anna) |
| 2012年 | 公视             | 《阿嬷上街头》                          | 小妍         |
| 2012年 | 大愛電視台       | 《家好月圆》                            | 林兰芷       |
| 2012年 | 三立都會台       | 《愛上巧克力》                          | Vicky        |
| 2012年 | 公视             | 《料理人生》                            | 会长         |
| 2012年 | 大愛電視台       | 《心和万事兴》                          | 郭淑静師姐   |
| 2012年 | 大愛電視台       | 《明天更美丽》                          | 柯佳佩       |
| 2013年 | 大愛電視台       | 《俨然新生》                            | 黄太太       |
| 2013年 | 大愛電視台       | 《心愿》                                | 黄彩云       |
| 2013年 | 大愛電視台       | 《小妹》                                | 钟佳慧       |
| 2014年 | 大愛電視台       | 《指尖的温暖》                          | 陈玉玲       |
| 2014年 | 公視             | 《回家的女人》                          | 玉琪         |
| 2014年 | 公視             | 《构不到的讯号》                        | 阿珍         |
| 2014年 | 大愛電視台       | 《不能没有妳》                          | 洪斐雯       |
| 2014年 | 大愛電視台       | 《他是我兄弟》                          | 王姿雅       |
| 2014年 | 台視             | 《雨后骄阳》                            | 蘇美芳       |
| 2014年 | 民視             | 《龙飞凤舞》                            | 王淑女       |
| 2014年 | 中视             | 《月亮上的幸福》                        | 陈慧玲       |
| 2014年 | 大愛電視台       | 《情牽萬里》                            | 淑玲         |
| 2015年 | 大愛電視台       | 《當我們同在一起》                      | 陳碧芬       |
| 2015年 | 台視             | 《天若有情》                            | 林芯辰       |
| 2015年 | 大愛電視台       | 《萬里桂花香》                          | 林成妹       |
| 2016年 | 東森綜合台       | 《我的30定律》                          | 阿琴         |
| 2016年 | 大愛電視台       | 《歸·娘家》                             | 吳桂霞       |
| 2016年 | 民視             | 《春花望露》                            | 劉麗華       |
| 2016年 | 公視             | 《今晚，你想點什麼？》                  | 黃品儀       |
| 2017年 | 大愛電視台       | 《車站人生》                            | 許麗卿       |
| 2018年 | 民視             | 《實習醫師鬥格》                        | 海倫         |
| 2018年 | 公視             | 《雙城故事》                            | 黃女         |
| 2018年 | 公視             | 《生死接線員》                          | 鍾文琳       |
| 2019年 | 民視             | 《大時代》                              | 何敏蕙       |
| 2019年 | 大愛電視台       | 《程哥懺悔路》                          | 林束靜       |
| 2020年 | 台視             | 《生生世世》                            | 黃彩琴       |
| 2020年 | 民視             | 《多情城市》                            | 尤佩瑛       |
| 2020年 | 公視             | 《我的婆婆怎麼那麼可愛》                | 貴婦         |
| 2021年 | 東森戲劇台       | 《王牌辯護人》                          | 吳品蓉       |
| 2022年 | 三立台灣台       | 《一家團圓》                            | 王雅芳       |
| 2023年 | 三立台灣台       | 《天道》                                | 林子茜       |
| 2023年 | 公視、八大戲劇台 | 《最佳利益3－最終利益》                 | 周玉珍       |
| 2025年 | 台視             | 《寶島西米樂》                          | 官曉蘭       |

## MV
| 歌手          | 歌曲       |
| 王力宏        | 腳本       |
| 胡彥斌        | 空位       |
| 動力火車      | 風光明媚   |
| 翁立友        | 行棋       |
| 王識賢        | 手伴       |
| 彭立          | 雨聲       |
| 王中平&甲子慧 | 紅線情     |
| 王芷蕾        | 台北的天空 |
| 蕭敬騰        | 祝你幸福   |

## 外部連結
- 黃瑄-Venus的Facebook專頁
- 黃瑄Venus的Instagram帳戶